# Jakub Dmochowski
Jakub Dmochowski (ur. 18 czerwca 2001) – polski aktor telewizyjny i filmowy, prezenter telewizyjny i celebryta.

## Życiorys
Zadebiutował rolą syna Elki w filmie Nie opuszczaj mnie. Od 2010 roku w serialu Barwy szczęścia gra rolę Kajtka Cieślaka.

## Filmografia
- 2009: Nie opuszczaj mnie jako syn Elki
- 2010: Klub szalonych dziewic jako Borys Braniecki, syn Darii i Pawła
- od 2010: Barwy szczęścia jako Kajtek, syn Władka Cieślaka i Sabiny Nowak-Tomali
- 2012: Paradoks jako Piotrek Majewski, syn Joanny
- 2022: Powołany jako Arek
- 2024: Powołany 2 jako Arek

Źródło.